# Falcó làgar

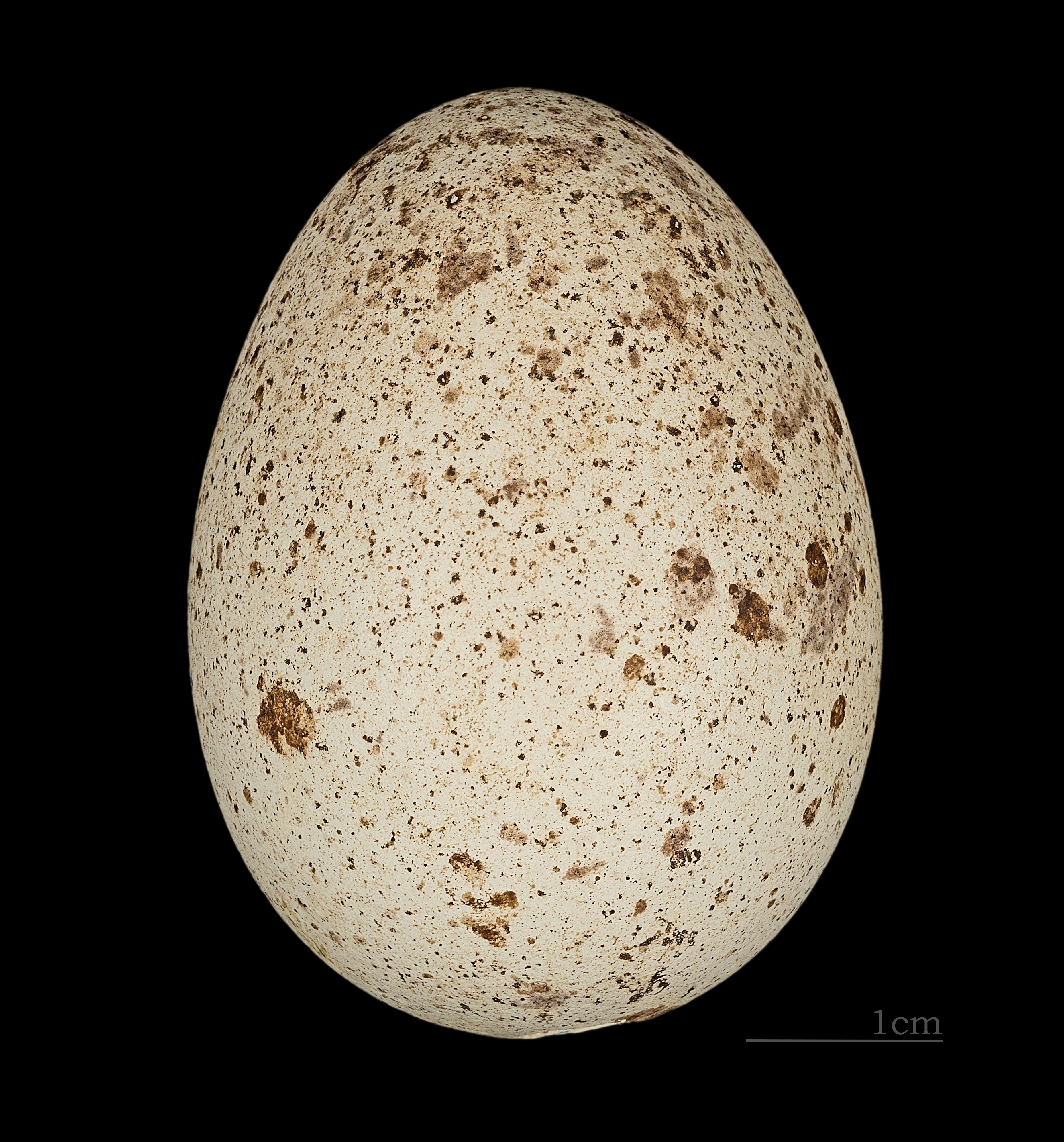
Falco jugger

El falcó làgar (Falco jugger) és una espècie d'ocell rapinyaire de la família dels falcònids (Falconidae) que habita espais oberts de l'Àsia meridional, des del sud-est de l'Iran cap a l'est per Afganistan, el Pakistan, Índia i Nepal, fins Bangladesh i Myanmar. El seu estat de conservació es considera gairebé amenaçat.